# Terminalia catappa
El almendro malabar, almendro de los trópicos, almendrón, falso kamani o egombegombe (Terminalia catappa) es un árbol tropical de gran porte, dentro la familia de las combretáceas. El origen del árbol está en discusión, puede proceder de la India o de la península Malaya o de la antigua Indochina francesa (Vietnam , Camboya y Laos), o de la isla de Nueva Guinea (Irian Jaya del lado indonesio, y del país de Papúa Nueva Guinea), o también del Sudeste Asiático continental (Tailandia, Myanmar o Birmania, Malasia, Camboya, Vietnam, Laos y Singapur). 

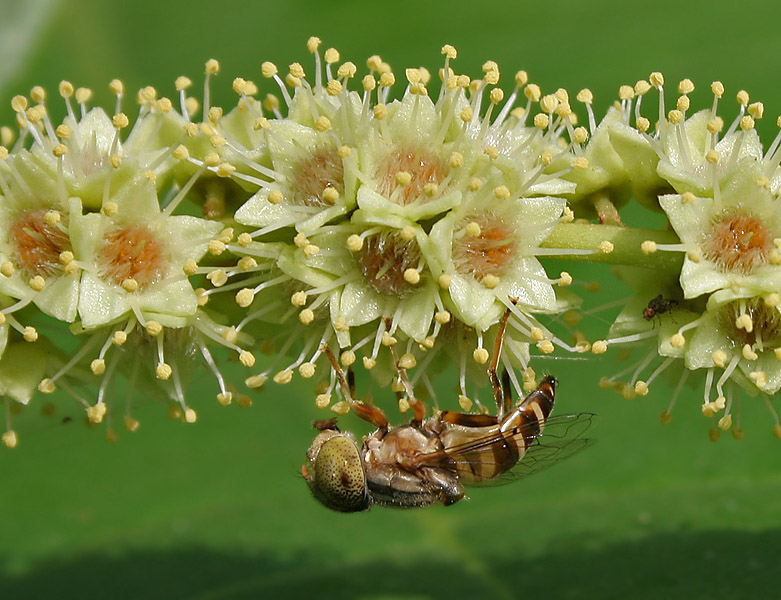
Detalle de las flores

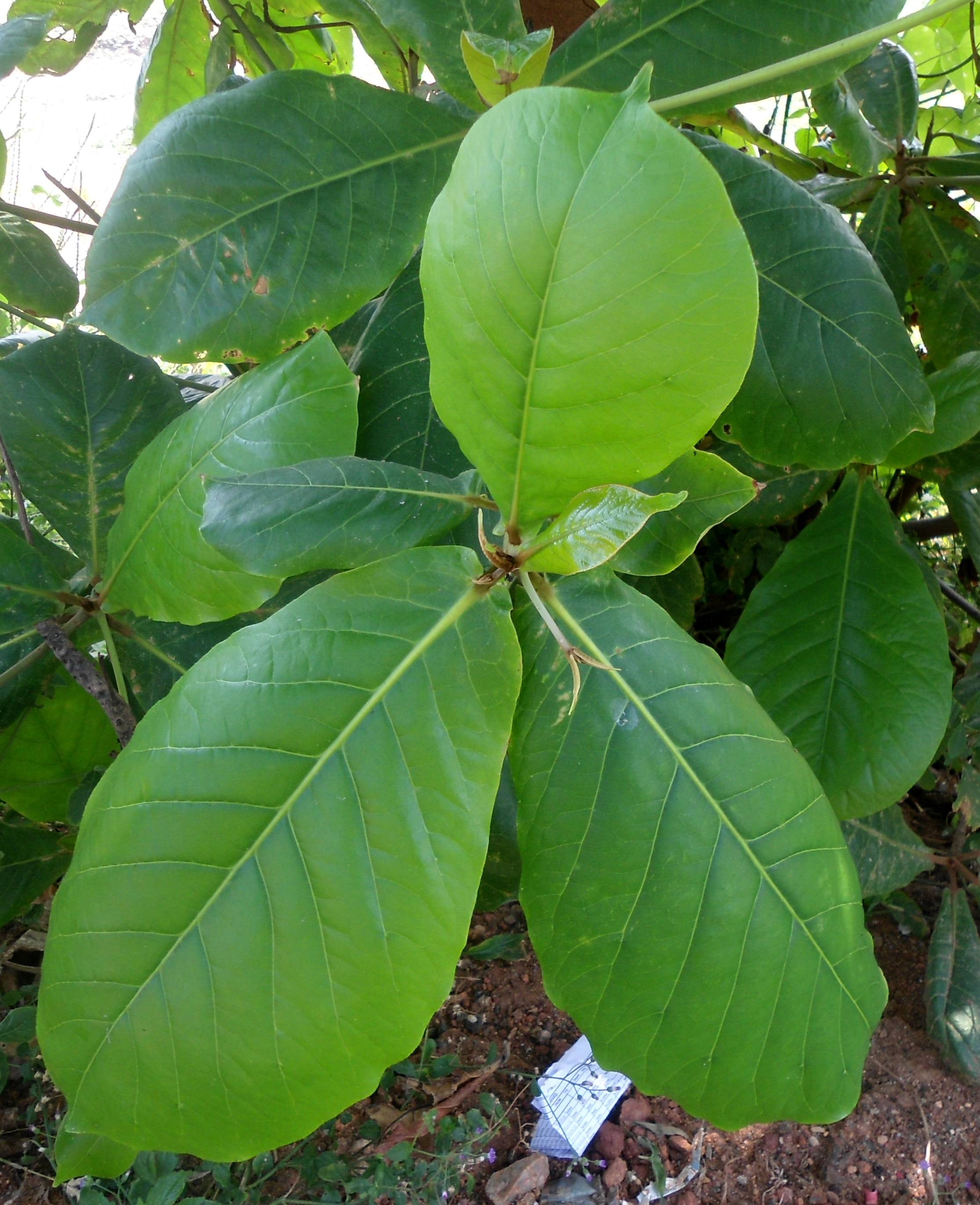
Detalle de las hojas

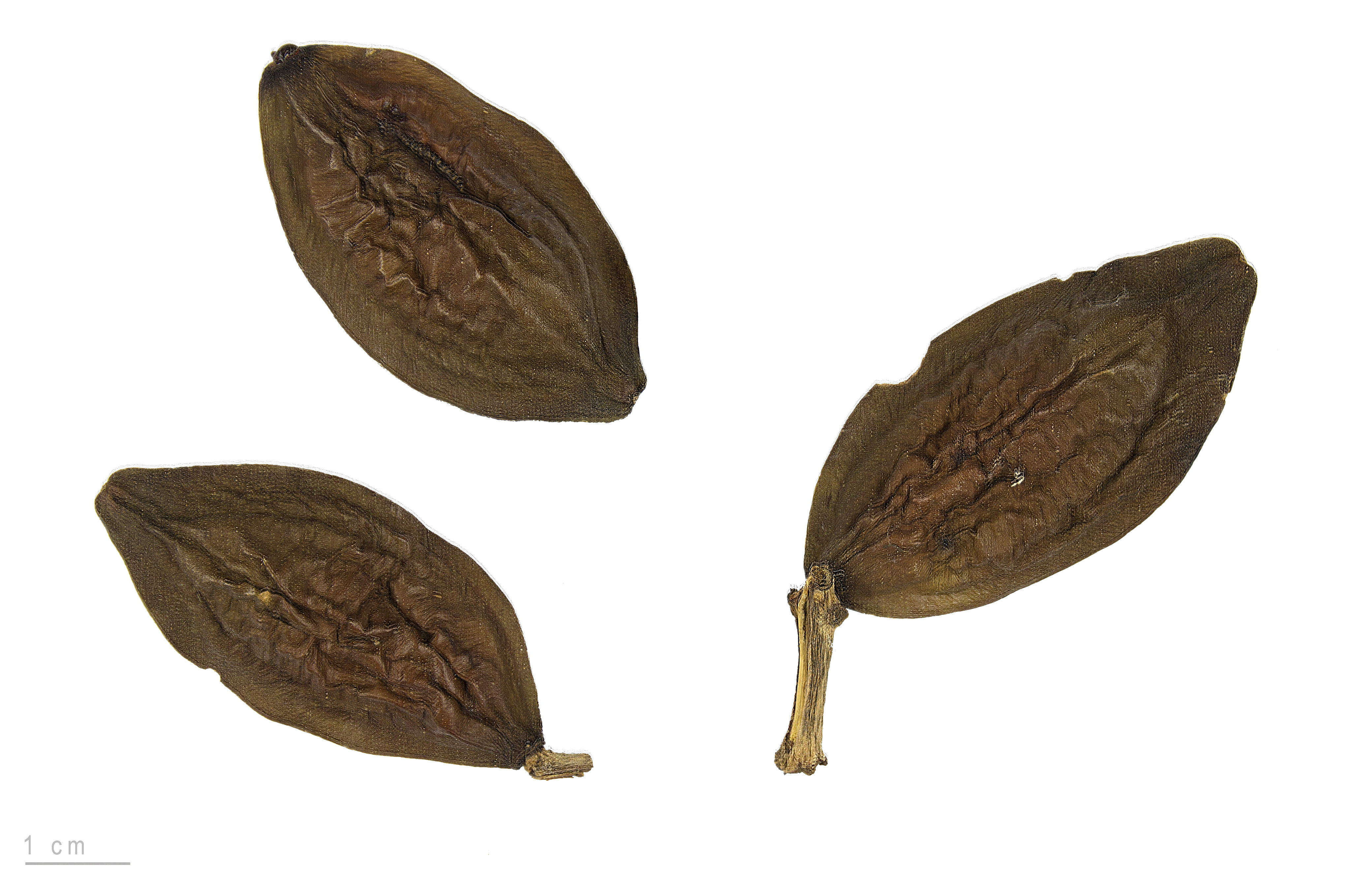
Terminalia catappa - MHNT

## Nombre y etimología
Almendro deriva del latín vulgar amyndŭla, este del latín amygdăla, y este del griego antiguo ἀμυγδάλη amygdálē qué significa amígdala . Según la rae (Real Academia Española) , se define como : Órgano formado por la reunión de numerosos nódulos linfáticos. .

## Descripción
Se desarrolla hasta una envergadura de 35 m, con una corona de ramas simétricas horizontales dirigidas hacia arriba. Cuando el árbol envejece, la corona de ramas se hace más aplanada, hasta formar una especie de jarrón. 
Las hojas son grandes, de 15 a 25 cm de longitud y de 10 a 14 cm de anchura, ovoides, verde oscuro y coriáceo brillante. Son caducifolias, desprendiéndose en la época seca; antes de caer cambian el color a rosado rojizo o amarillo parduzco, que se deben a pigmentos tales como la violaxantina, la luteína y la zeaxantina. 
Las flores son monoicas, con flores macho y hembras que existen en el mismo árbol. Ambas son de 1 cm de diámetro, de blancas a verdosas, discretas y sin pétalos. Se encuentran en forma axial o en espigas terminales. El fruto es una drupa de 5 a 7 cm de  longitud y de 3 a 5.5 cm de anchura, verdes en un principio, luego cuando se maduran estas son amarillas o rojas dependiendo de la especie; contiene una sola semilla.

## Cultivo y usos
Terminalia catappa se cultiva ampliamente en las regiones tropicales del planeta como un árbol ornamental, debido a la densa sombra que sus hojas proporcionan. 
El fruto es comestible, con un sabor ligeramente  ácido. La semilla es comestible, pero requiere cierto esfuerzo su extracción, dada la dureza de ésta; puede ser consumida como un fruto seco de sabor similar a la almendra.

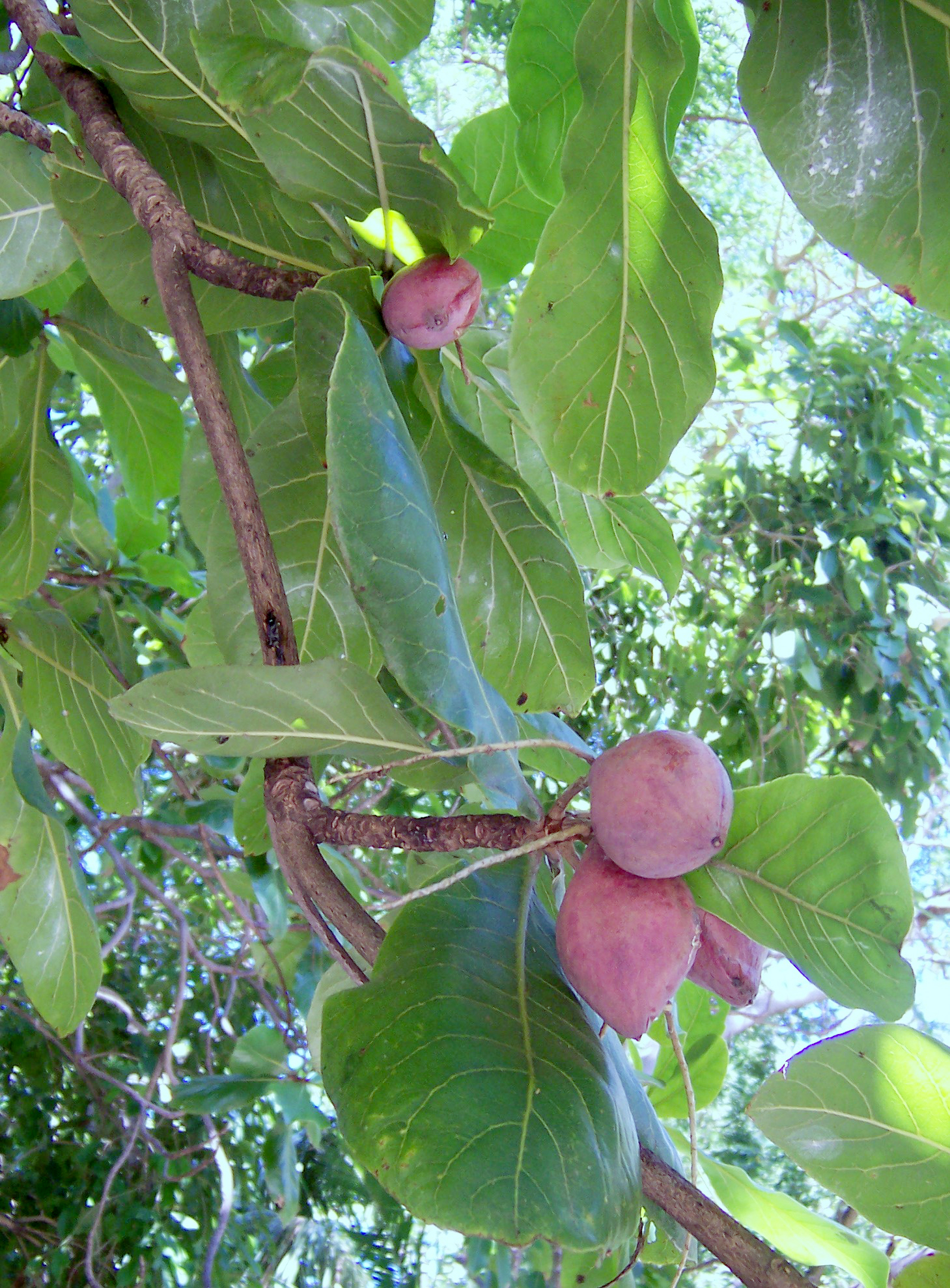
frutos sobre el árbol.

La madera es roja, sólida y muy resistente al agua; se utiliza en la Polinesia para fabricar canoas. 
Las hojas contienen menos flavonoides (como el kaempferol o quercetina), varios taninos (tal como punicalina, punicalagina o tercatina), saponinas y fitosteroles. Debido a su riqueza en principios activos, las hojas (e incluso la corteza) se usan en varias medicinas tradicionales con distintos propósitos. Por ejemplo, en Taiwán las hojas desprendidas del árbol se usa como hierba para tratar las enfermedades del hígado. En Surinam el té de hojas se prescribe contra la disentería y la diarrea. Se ha afirmado que las hojas contienen agentes para prevenir el cáncer, aunque no ha podido demostrarse, y antioxidantes además de anticlastogénico.
Es igualmente muy utilizado en acuariofilia por los criadores de peces ornamentales, principalmente peces bettas, peces discos, y peces killis, pero se puede utilizar en cualquier especie,se conoce por sus propiedades medicinales en los peces y los ayuda en su reproducción, desde hace siglos los criadores de peces en Taiwán utilizan las hojas secas de la planta colocándola en el acuario o en su filtro.

## Taxonomía
Terminalia catappa fue descrita por Carlos Linneo y publicado en Mantissa Plantarum 1: 128. 1767.
Etimología
Terminalia: nombre genérico que deriva su nombre del latín terminus, debido a que sus hojas están muy al final de las ramas. 
catappa: epíteto
Sinonimia
- Badamia commersonii Gaertn.
- Buceras catappa (L.) Hitchc.
- Catappa domestica Rumph.
- Juglans catappa (L.) Lour.
- Myrobalanus catappa (L.) Kuntze
- Myrobalanus terminalia Poir.
- Terminalia badamia sensu Tul.
- Terminalia badamia DC.
- Terminalia intermedia Bertero ex Spreng.
- Terminalia latifolia Blanco
- Terminalia moluccana Lam.
- Terminalia myrobalana Roth
- Terminalia ovatifolia Noronha
- Terminalia paraensis Mart.
- Terminalia procera Roxb.
- Terminalia rubrigemmis Tul.
- Terminalia subcordata Humb. & Bonpl. ex Willd.[4]

## Nombres comunes
- almendro de la India, almendro de los trópicos, talisai de Filipinas, sombrero mexicano [5]
- Siete copas nombre coloquial en la ciudad de Santa Cruz de la Sierra-Bolivia.